# Friedrich Legler
Friedrich Legler (1. ledna 1852 Broumov – 31. října 1919 Liberec) byl rakouský a český pedagog, odborný novinář a politik německé národnosti, v závěru 19. století a počátkem 20. století poslanec Českého zemského sněmu.

## Biografie
Absolvoval nižší gymnázium v Broumově. V letech 1868–1871 vystudoval učitelský ústav v Praze. Působil pak jako učitel v Broumově, od roku 1872 v Liberci. Zde se zapojil do učitelského spolku a v letech 1881–1888 byl jeho předsedou. Byl spoluzakladatelem a od roku 1906 předsedou Německého zemského spolku učitelů v Čechách. Od roku 1882 vedl tiskový orgán tohoto sdružení Freie Schulzeitung, který se stal jedním z nejčtenějších odborných periodik tohoto typu. Od roku 1886 byl členem okresní školní rady v Liberci. V tomto městě rovněž od roku 1890 zasedal v obecním zastupitelstvu.
Koncem 80. let 19. století se zapojil i do zemské politiky. Ve volbách v roce 1889 byl zvolen v městské kurii (volební obvod Liberec) do Českého zemského sněmu. Patřil do Německé lidové strany. Mandát zde obhájil ve volbách v roce 1895, volbách v roce 1901 a volbách roku 1908. I na sněmu se zaměřoval na školské otázky. Jeho zásluhou je roku 1894 přijatý zákon o platech učitelů. Roku 1908 mu byl udělen titul císařského rady.